# Церква ікони Казанської Божої Матері (Колодіївка)

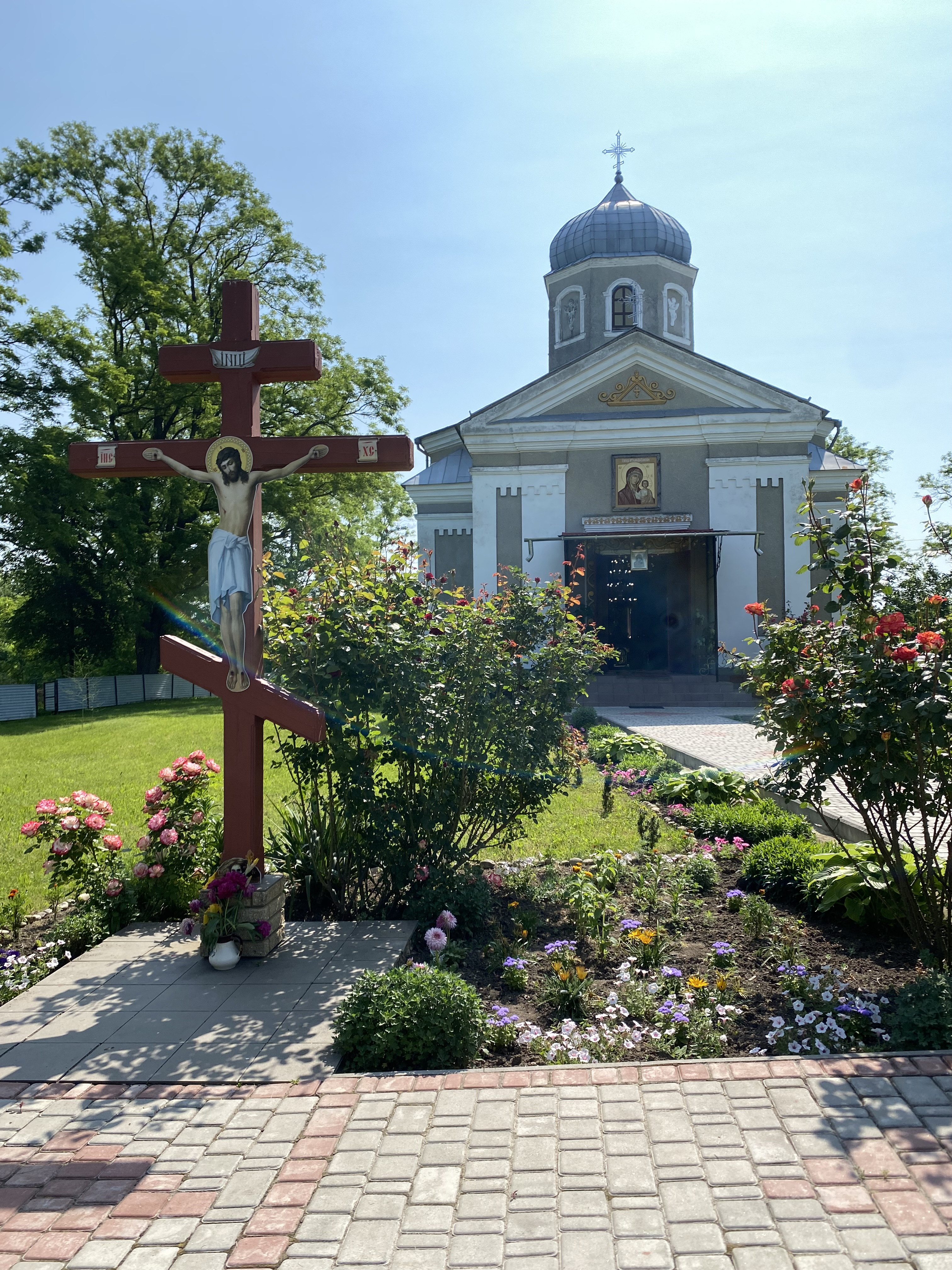

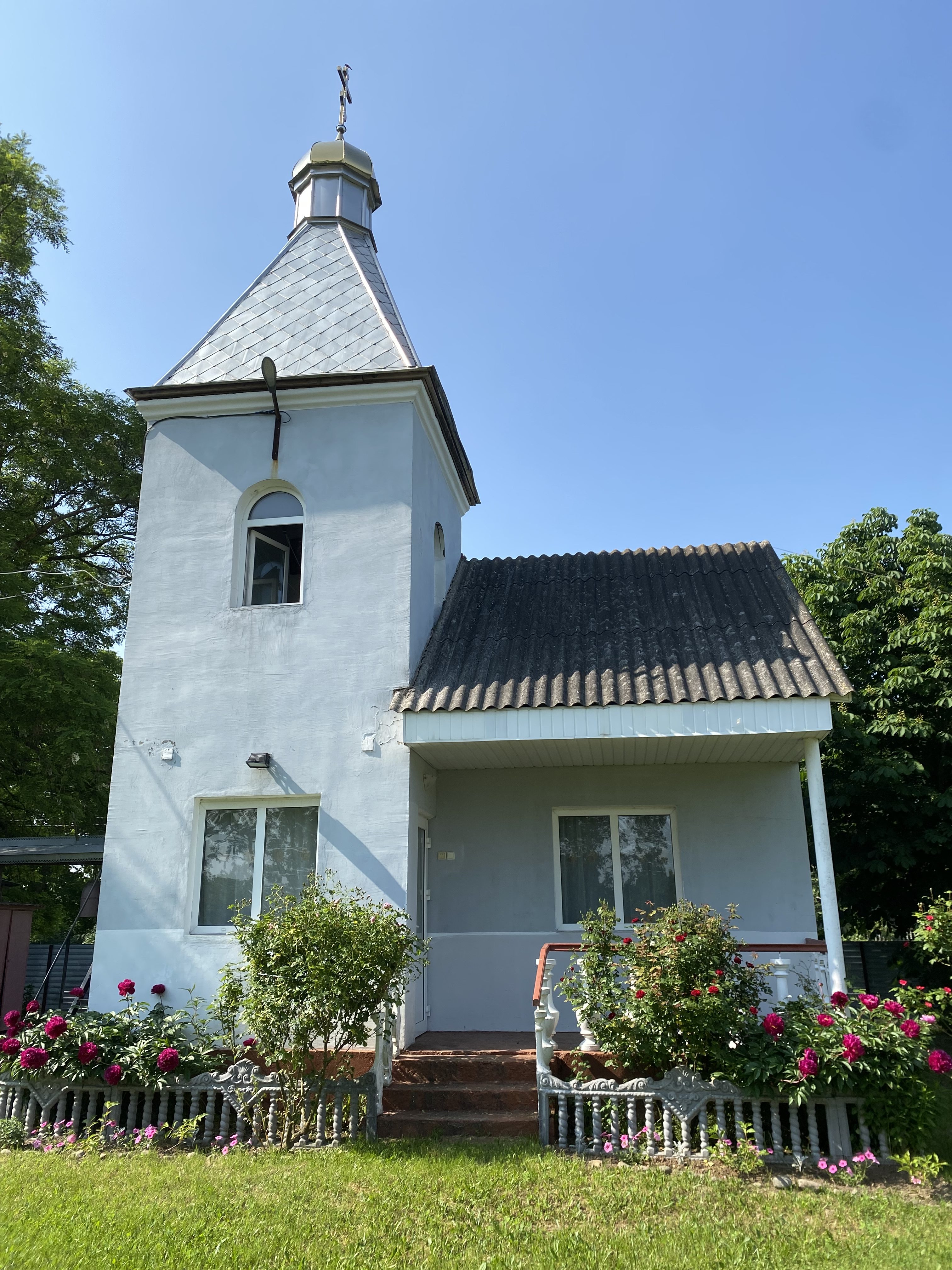

Церква в с. Бодачівка в 18 ст. була Уніатська, тоді церква була деревʼяною, убогою в імʼя Васілія Великого. 13 травня 1795 року церква разом з приходом була переведена в православну,ЄПИСКОПОМ Тверским.
В 1799 році власник с.Бодачівки Шереметьев задумав збудувати одну камінну церкву для обох поселень (Бодачівки і Колодіївки). Будівництво церкви велося довго, так як Бодачівка перейшла в руки Польщі. В 1805 році і в приході довго не було священників. У 1824 році церква була закінчена і освячена в честь Вознесіння Господнього. в 1834 році від землетрусу утворилися тріщини у зводах і стінах і в 1881 році 16 травня в 7 год. ранку церква завалилася. Іконостас, все внутрішнє вбрання залишилося під розвалинами храму. З дозволу єпархіального начальства церква була влаштована в тимчасово в сільській школі в честь Казанської Божої Матері.
В 1890 році була побудована нова камʼяна церква, освячена також в честь Казанської Божої Матері.
В 1988 році жителі села своїми силами розпочали ремонт церкви. З 1990 року церква Казанської ікони Божої Матері знов почала діяти. 
У 2008-2009 рр. Силами жителів села біля церкви побудовано дзвіницю і викопано криницю.